# Visagem (curta-metragem)
Visagem (estilizado como Visagem!) é um filme de animação brasileiro em curta-metragem, com cerca de 11 minutos de duração, feito com a técnica de stop-motion, e lançado em 2006. É uma animação do gênero fantasia, e conta com direção e produção de Roger Elarrat, e roteiro de Adriano Barroso. O roteiro foi adaptado da tradicional obra literária Visagens e Assombrações de Belém, escrita por Walcyr Monteiro. A produção contou com storyboards criados por Otoniel Oliveira, os bonecos dos personagens criados por Nelson Nabiça, e os cenários construídos por Paulo Emílio. A fotografia foi feita por Adalberto Júnior, e a trilha sonora original composta por Leonardo Venturieri.
O projeto foi inteiramente realizado na cidade brasileira de Belém, no estado do Pará, através do apoio da bolsa de incentivo concedida pelo Instituto de Artes do Pará (IAP). O processo de animação foi originalmente captado em película 16mm, e é considerado o primeiro filme de animação em stop-motion do Pará.

## Sinopse
Certa noite, dois jovens fazem uma aposta, e o perdedor tem que entrar clandestinamente em um cemitério de Belém para acender uma vela no local antes da meia-noite. Aposta feita, e com uma vela em mãos, o perdedor começa a cumprir o trato. Lá dentro um medo profundo toma conta, e as sombras parecem ganhar vida, e tudo parece ser assustadoramente do além. Em certo momento ele começa a ouvir vozes distantes entoando um cântico sinistro. Cada vez mais assombrado pelo sobrenatural, ele continua andando perdido entre os túmulos. Paralelamente, o outro jovem também acaba entrando no cemitério atraído por uma visão de uma jovem. Na medida em que a madrugada transcorre, eles presenciam cada vez mais situações fantásticas, arrepaintes e, sobrenaturais no cemitério. Mesmo não acreditando nas antigas histórias e sobre visagens, os jovens agora vão protagonizar uma nova lenda urbana da cidade.

## Enredo
Na história, certa noite Bolota, um jovem com ar de arrogante, e seu amigo João Cabeção, um outro jovem espavorido, fazem uma aposta para saber quem teria coragem de atravessar sozinho o portão ruidoso do cemitério da Soledade (Cemitério de Nossa Senhora da Soledade em Belém), e adentrar o local para acender uma vela no cruzeiro à meia-noite. Infelizmente, o azar de João Cabeção é maior, e ele acaba tendo que adentrar sozinho aquele lugar tenebroso. Mal ele esperava que ali ele iria encontrar várias assombrações tradicionalmente conhecidas no folclore popular de Belém. Durante seu caminho até o cruzeiro, ele passa por túmulos e lápides que formam sombras assustadoras, e que o fazem pensar que viu vultos, como o lenda urbana da “Porca do Reduto”. ele acaba se assustando com sombras e vozes distantes de um cântico religioso. Conforme a noite avança, mais situações estranhas acabam acontecendo, e de repente, a entidade fantasmagórica do “Padre Sem-Cabeça” aparece na sua frente entoando cânticos arrepiantes. Enquanto isso, do lado de fora, Bolota continua agarrado ao portão zombando dos sustos do amigo, porém sem entender o que se passava realmente. Em certo momento estaciona um táxi ali próximo, e de lá sai uma moça pálida e esguia. Movido pela curiosidade, Bolota também acaba adentrando o cemitério atraído pela figura enigmática da moça. Desavisado, e já entre os túmulos, ele acaba presenciando a aparição da figura da lenda urbana conhecida como “Moça do táxi”, porém aparentemente gentil e menos ameaçadora do que as outras assombrações. Enquanto isso, João Cabeção acaba enfrentando a fúria monstruosa do “Caboclo do Vaso” ao chegar perto do túmulo, o qual a figura protegia contra a violação de invasores. Na manhã seguinte, Bolota acorda de um sono profundo sobre o túmulo daquela que era conhecida como a figura da lenda urbana “Moça do táxi”, e então percebe que o seu amigo João Cabeção não teve uma noite tão agradável como a dele.

## Roteiro
A animação Visagem foi adaptada a partir do livro Visagens e Assombrações de Belém, escrito pelo jornalista paraense Walcyr Monteiro. Trata-se de uma das obras literárias mais tradicionais e populares sobre o folclore urbano da capital paraense. O livro apresenta-se como antologia de histórias contadas, e também conta com textos que abrangem a pesquisa e estudo sobre o folclore na cidade de Belém. O roteiro de Adriano Barroso para a animação foi escrito a partir da seleção e adaptação livre de sete contos dessa obra. Walcyr Monteiro buscou inspiração nos lendas e causos sobrenaturais contados por diversas moradores de Belém. Os personagens, e as situações do enredo foram inspiradas em histórias como “A moça do táxi”, “Morada de caboclo”, “Aposta macabra”, “Noivado sobrenatural”, “A procissão das almas”, “O cruzeiro do telégrafo”, “Fantasma erótico da Soledade”, e brevemente sobre “A porca do Reduto”. O enredo do filme Visagem condensa esses diversos elementos do folclore urbano paraense em uma única trama.
O mesmo livro já foi inspiração para a escrita de outros roteiros de curtas-metragens e longas-metragens, bem como outras obras artísticas. Walcyr Monteiro é reconhecido pela comunidade artística paraense como grande símbolo da resistência cultural, por ter registrado o saber popular que antes era transmitido em grande parte através da oralidade. Ele foi responsável por uma das obras mais populares que busca preservar um importante traço da cultura nortista.

## Produção
Toda a produção da animação Visagem foi realizada entre fevereiro e dezembro de 2006. A produção do projeto foi de baixo orçamento para um curta-metragem de animação, e foi viabilizada através do apoio do edital da bolsa de criação, pesquisa e experimentação do Instituto de Artes do Pará (IAP). O projeto foi dirigido e produzido por Roger Elarrat,  e roteiro escrito por Adriano Barroso. O processo de pré-produção do curta-metragem também envolveu um período de pesquisa usando as locações originais como referência para a criação dos ambientes da animação. Foram feitos registros fotográficos do cemitério da Soledade em Belém, o principal ambiente do enredo. Ainda nesse processo foi criada concepção da direção de arte em conjunto com Otoniel Oliveira, sendo essa a sua segunda animação, e ele foi responsável pelos desenhos conceituais e storyboard do projeto.
Os bonecos dos personagens foram criados e modelados pelo escultor Nelson Nabiça, utilizando massa profissional epóxi bicomponente sobre o esqueleto de metal flexível. O figurino dos personagens foi criado por Elza Elarrat, mãe do diretor, e pintura dos personagens feita por Aline Coelho. Para o momento da animação, os bonecos dos personagens também contavam com diversos modelos de “expressões faciais” feitas pela mesma massa epóxi, e que eram trocadas, pelo animador, conforme o andamento da história envolvendo o personagem em cena.
Na etapa da animação, a movimentação dos bonecos dos personagens e adereços de cena dentro do enquadramento da câmera foi realizada por Alexsandro Costa. Essa foi a primeira vez que Alexsandro Costa experimentou essa técnica de animação, e usou como referência os filmes em animação stop-motion, e o making of de O Estranho Mundo de Jack (1993), e A Noiva-Cadáver (2004). Entretanto, da forma como foram criados, os bonecos dos personagens não ofereciam possibilidade de movimentos mais elaborados, o que dificultou sua manipulação para movimentos mais expressivos durante a animação.
O cenário foi feito com uma maquete do Cemitério de Nossa Senhora da Soledade, em Belém, e construído em papel machê pelo arquiteto Paulo Emílio. O processo de elaboração e construção do cenário buscou se ater às formas originais da construção, e respeitando as medidas e escalas dos bonecos dos personagens e objetos de cena. Também foram utilizados painéis cenográficos como pano de fundo. A montagem do cenário e o processo de filmagem foram feitos no Estúdio de Áudio e Vídeo do Núcleo de Produção Audiovisual do IESAM - Instituto de Estudos Superiores da Amazônia.
Ainda na etapa de animação, a fotografia foi feita por Adalberto Júnior, foi utilizada uma câmera de filmagem juntamente com o programa de computador Stop Motion Pro para capturar as imagens, e em seguida, adicionar o movimento entre as imagens captadas naquela sequência. Em seguida, essas sequências foram montadas e editadas no computador, criando a impressão de movimento na cena.
Na etapa final, de pós-produção, foi necessário um trabalhoso processo de tratamento das imagens, sendo necessário apagar digitalmente, quadro a quadro, as traquinas que são os suportes metálicos para manter os bonecos em pé. A animação também contou com alguns efeitos de pós-produção em computação gráfica, feitos pelo arte-finalista Cássio Tavernard, que é animador e professor do curso de comunicação do ESAM - Instituto de Estudos Superiores da Amazônia. Durante a pós-produção também foi feito o desenho de som incluindo as vozes e gritos dos personagens, e as músicas da trilha sonora original, que foi composta por Leonardo Venturieri.
Visagem se destaca na produção audiovisual paraense por ser o primeiro filme em curta-metragem de animação em stop-motion de Belém. Ainda hoje a técnica de animação em stop-motion continua sendo pouco explorada em produções paraenses que circulam em festivais de cinema, sendo comumente utilizada em oficinas de formação de animação. Isso se deve ao fato da técnica ser difícil de trabalhar no Brasil devido: a falta de tradição, a falta de materiais apropriados para a confecção dos bonecos, e o longo tempo de investimento para a animação das cenas. Por isso, a produção de uma animação em stop-motion exige mais tempo e investimento em equipe se comparado a outras produções.

### Personagens da animação

#### João Cabeção
No conto original é um jovem com um jeito mais reservado e introspectivo, porém excessivamente curioso. Por outro lado, na animação Visagem, João Cabeção foi retratado com uma expressão espavorida, porém com um espírito mais desafiador, um estilo despojado e uma aparência esguia. Ele é o protagonista do conto "Noivado Sobrenatural" da obra "Visagens e Assombrações de Belém" escrito por Walcyr Monteiro. Na animação ele é amigo de Bolota, e tem a visagem das figuras do Padre-sem-cabeça, e do Caboclo do vaso.

#### Bolota
Bolota é um personagem jovem de baixa estatura, e corpulento, possuindo uma grande arrogância e coragem mascara. Este está presente na estória/conto "Morada de caboclo" da obra de Walcyr Monteiro. As características de Bolota foram mantidas na animação, contudo ele foi transportado para o cenário do cemitério, que na história original não faz parte do roteiro. Na animação ele ganha a aposta contra João Cabeção para saber quem entrará no cemitério durante a noite.

#### Moça do táxi
No conto original havia um motorista de táxi que transportava uma passageira, uma jovem de boa aparência, até a portaria de um cemitério da cidade de  Belém. Mais tarde, ela solicita ao mesmo motorista que a leve até o endereço de sua casa. Chegando no destino, o taxista descobre que a moça faleceu há alguns anos, e na forma de assombração ela retorna à sua casa de táxi sempre na data do seu aniversário. Na animação Visagem! a Moça do táxi chega ao cemitério e ganha a atenção de Bolota. Sua identidade é confirmada pelas inscrições no túmulo, e a associação com a origem da lenda urbana.

#### Padre-sem-cabeça
É uma adaptado da lenda "O Cruzeiro do Telégrafo", onde um padre-sem-cabeça é avistado à meia-noite inúmeras vezes, assombrando uma cruz de madeira localizada no cruzeiro, onde os moradores acendem velas e fazem orações em homenagem aos mortos no bairro do Telégrafo, em Belém. No curta, sua história foi adaptada para ocorrer dentro do cemitério Soledade.

#### Caboclo do vaso
Também conhecido como Caboclo do tajá, sendo o tajá uma planta ligada à lendas e superstições entre os paraenses. Muitos moradores de Belém têm a tradição de cultivar a planta para proteger suas casas contra qualquer pessoa que tente causar mal aos seus moradores. De acordo com a crença, na planta habita um caboclo, que é o protetor da casa, e a planta acaba morrendo, mas não permite que seus protegidos sejam afetados. O Caboclo do vaso é o protagonista do conto "Morada do Caboclo". Na animação, sua história é adaptada e ele ataca o João Cabeção quando este se aproxima de outros túmulos no cemitério.

### Sobre o diretor
Roger Elarrat, nascido em 02 de março de 1981, é natural de Belém, Pará. Ele cursou comunicação com habilitação em jornalismo na Universidade Federal do Pará (UFPA), e ao longo de seus estudos também realizou diversos cursos preparatórios e oficinas de formação na área de cinema e audiovisual. Roger Elarrat é diretor, produtor e roteirista de conteúdos para televisão e cinema. Seu trabalho se concentra na cidade de Belém, e comanda a produtora independente Visagem Filmes, desde 2011. No início da carreira no audiovisual em 2000, trabalhou como assistente de direção e diretor de 2ª unidade em curtas-metragens paraenses. O curta-metragem Visagem, de 2006, é um marco no início da sua carreira, e é considerado o primeiro filme de animação em stop-motion inteiramente feito no Pará.
Além do seu pioneirismo na animação, Roger Elarrat destaca-se por produções como o documentário “Chupa-chupa: a história que veio do céu” (2007) - projeto contemplado pelo DOCTVIII no estado do Pará, e o curta-metragem “Juliana contra o jambeiro do diabo pelo amor de João Batista” (2012), além de obras audiovisuais seriadas como “Miguel Miguel” (2011), e “Amazônia Oculta” (2020), entre outras produções.

## Elenco
- Adriano Barroso (voz do personagem João Cabeção)
- Paulo Nazareno (voz do personagem Bolota)
- Leonardo Venturieri (voz dos personagens Voz no cemitério, Padre-sem-cabeça, Caboclo do vaso)[3]

## Lançamento e exibições
A animação Visagem teve seu lançamento com entrada franca no dia 08 de dezembro de 2006, no Instituto de Artes do Pará (IAP). A animação também teve exibições no Cinema Olímpia, no Cine Estação, na TV Cultura, no Sistema Integrado de Museus e em vários pontos de cultura do interior do estado do Pará. Em 2013, fez parte de uma mostra sobre a carreira do diretor paraense Roger Elarrat durante a reinauguração do Cine Líbero Luxardo, em Belém, estado do Pará.